# Megodon stuckenbergi
Megodon stuckenbergi (лат.) — вид мух-журчалок из подсемейства Microdontinae. Единственный вид рода (или подрода в составе рода Microdon)

## Описание
Длина желтовато-коричневого тела 12 мм. От близких таксонов отличается узким затылком, а также широкой и глубокой продольной бороздкой базального членика лапки задней ноги у самцов и общим более крупным размером. Представители Megodon отличаются формой скутеллюма. Скутум и скутеллюм соединены под углом 120 градусов. Личинки населяют муравейники, где собирают падаль.

## Распространение
Мадагаскар.